# Johnny Green (compositeur)
Pour les articles homonymes, voir Johnny Green et Green.
Johnny Green ou John Green ou John W. Green était un compositeur, arrangeur, chef d'orchestre, pianiste et producteur américain, né John Waldo Green à New York le 10 octobre 1908, décédé à Los Angeles (Californie) le 15 mai 1989.

## Biographie
Après des études à l'université Harvard (où il apprend notamment la musique, dont le piano), il est en 1929 pianiste-accompagnateur de la chanteuse et actrice Gertrude Lawrence, pour laquelle il composera en 1930 un de ses premiers grands succès, Body and Soul, qui deviendra un standard de jazz et sera suivi par de nombreux autres "songs", tels Out of Nowhere (1931) ou I wanna be loved (1933), également des classiques du répertoire. Dans les années 1930, il sera aussi arrangeur et accompagnateur occasionnel de Libby Holman ou Ethel Merman, entre autres. Ces mêmes années, il entame une carrière à la radio, participant à des shows radiophoniques et collaborant ainsi avec Fred Astaire.
En 1930, il commence à travailler pour Hollywood comme compositeur, arrangeur (orchestrateur d'Adolph Deutsch, par exemple) et directeur musical, en particulier à la Paramount Pictures. En 1942, il rejoint la Metro-Goldwyn-Mayer (MGM), puis Universal Pictures en 1946, avant de revenir en 1949 à la MGM. Il collaborera aussi avec la Columbia Pictures. Sa dernière contribution au cinéma, comme compositeur, est pour un court métrage en 1972.
Comme chef d'orchestre, il est dans les années 1930 à la tête d'un orchestre populaire (qui fera l'objet d'un court métrage en 1935). Il dirigera également l'Orchestre symphonique de la MGM (avec lequel il enregistrera de nombreuses musiques de films, par exemple de Mariage Royal en 1951 et de Brigadoon en 1954), ainsi que plusieurs grands orchestres américains, dont l'Orchestre philharmonique de Los Angeles au Hollywood Bowl en 1949, l'Orchestre symphonique de Chicago ou encore l'Orchestre de Philadelphie et, en Europe, l'Orchestre symphonique de Londres. Il fait sa dernière apparition publique comme chef d'orchestre en 1988, dirigeant conjointement avec John Williams l'orchestre Boston Pops.
Comme compositeur pour le 7e Art, l'une de ses partitions originales les plus connues est sans doute celle de L'Arbre de vie (1957, avec Elizabeth Taylor, Eva Marie Saint et Montgomery Clift), d'une grande ampleur, pour chœurs et orchestre. On lui doit aussi des pièces plus "classiques" : mentionnons Night Club : Six Impressions for Piano and Orchestra de 1932 (créée en 1933 par l'Orchestre de Paul Whiteman, avec le compositeur au piano), ou bien Music for Elizabeth, fantaisie pour piano et orchestre de 1942 (créée la même année par l'Orchestre symphonique de la CBS, dirigé par l'auteur, avec Vera Brodsky au piano).
Durant sa carrière, il a été également producteur (notamment de la 25e Cérémonie des Oscars — 1952 —, la première diffusée en direct à la télévision en 1953), directeur musical de plusieurs autres Cérémonies des Oscars (par exemple, la 36e, la 38e et la 47e), membre de l'Académie des Oscars (AMPAS), ou encore (à partir de 1931) membre de l'ASCAP.
Parmi ses nombreuses contributions au cinéma comme arrangeur, citons les films musicaux à succès Un Américain à Paris (1951) ou West Side Story (1961) qui lui vaudront chacun de gagner un Oscar (il en gagnera cinq au total — auxquels s'ajoutent huit autres nominations — au long de sa carrière). Il sera récompensé également par un Golden Globe Award (1949) et un Grammy Award (1961, à nouveau pour West Side Story).
Notons enfin sa participation (toujours comme compositeur/arrangeur/directeur musical) à quatre comédies musicales jouées au théâtre à Broadway, entre 1931 et 1943.
Une étoile lui est dédiée sur le Walk of Fame d'Hollywood Boulevard.

## Filmographie partielle
(comme compositeur et/ou arrangeur et/ou directeur musical)

### Cinéma
- 1930 : La Grande Mare (The Big Pond) de Hobart Henley
- 1930 : The Sap from Syracuse d'Edward Sutherland
- 1930 : Office Blues de Mort Blumenstock (court métrage)
- 1931 : Honor Among Lovers de Dorothy Arzner
- 1931 : The Girl Habit d'Edward F. Cline
- 1931 : Secrets of a Secretary de George Abbott
- 1931 : La Pura verdad de Florián Rey et Manuel Romero [2]
- 1931 : My Sin de George Abbott
- 1932 : The Wiser Sex (en) de Berthold et Victor Viertel
- 1932 : Misleading Lady (en) de Stuart Walker
- 1935 : Radio Rhapsody (non crédité) de Fred Waller [3]
- 1935 : Johnny Green and his Orchestra de Joseph Henabery[4]
- 1936 : Le Premier Né (The First Baby) de Lewis Seiler
- 1938 : Start Cheering d'Albert S. Rogell
- 1943 : You, John Jones ! (en) (non crédité) de Mervyn LeRoy
- 1944 : Le Bal des sirènes (Bathing Beauty) de George Sidney
- 1944 : Broadway Rhythm de Roy Del Ruth
- 1945 : The Sailor takes a Wife de Richard Whorf
- 1946 : Ève éternelle (Easy to wed) d'Edward Buzzell, Buster Keaton et Edward Sedgwick
- 1946 : Pas de congé, pas d'amour (No Leave, No Love) de Charles Martin
- 1947 : Tout le monde chante (It Happened in Brooklyn) de Richard Whorf
- 1947 : Sénorita Toréador (Fiesta) de Richard Thorpe
- 1947 : Chansons dans le vent (en) (Something in the Wind) d'Irving Pichel
- 1948 : Parade de printemps (Easter Parade) (non crédité) de Charles Walters
- 1948 : Up in Central Park (non crédité) de William A. Seiter
- 1949 : Vive monsieur le maire (The Inspector General) de Henry Koster
- 1951 : L'Âge d'aimer (Too Young to Kiss) de Robert Z. Leonard
- 1951 : Le Grand Caruso (The Great Caruso) de Richard Thorpe
- 1951 : Un Américain à Paris (An American in Paris) de Vincente Minnelli
- 1953 : Overture to the Merry Wives of Windsor (Oscar du meilleur court métrage)
- 1954 : Rhapsodie (Rhapsody) de Charles Vidor
- 1955 : Une femme en enfer (I'll cry Tomorrow) de Daniel Mann
- 1956 : Haute Société (High Society), de Charles Walters
- 1957 : L'Arbre de vie (Raintree County) d'Edward Dmytryk
- 1960 : Pepe de George Sidney
- 1961 : West Side Story de Jerome Robbins et Robert Wise
- 1963 : Le Motel du crime (Twilight of Honor) de Boris Sagal
- 1966 : Johnny Tiger (en) de Paul Wendkos
- 1966 : Alvarez Kelly d'Edward Dmytryk
- 1968 : Oliver ! de Carol Reed
- 1969 : On achève bien les chevaux (They shoot Horses, don't they ?) de Sydney Pollack [5]
- 1972 : Open Window de Richard Patterson (court métrage)

### Télévision
- 1961 : Miami Undercover (en), (série télévisée, saison un, épisode un, The Trush) de Howard W. Koch
- 1962-1963 : série Empire, (série télévisée, une saison de trente-deux épisodes), réalisateurs divers
- 1965 : Who has seen the Wind ? (en), téléfilm de George Sidney

## Théâtre
(comédies musicales à Broadway)
- 1931 : Here goes the Bride, musique de Johnny Green, lyrics d'Edward Heyman, livret de Peter Arno, orchestrations de Conrad Salinger, direction musicale d'Adolph Deutsch, avec Eric Blore
- 1933-1934 : Murder at the Vanities, musique de Richard Meyers, lyrics d'Edward Heyman, livret d'Earl Carroll et Rufus King, musique additionnelle notamment de Victor Young et Johnny Green, avec Robert Cummings, Bela Lugosi
- 1942 : Beat the Band (en), musique de Johnny Green, lyrics de George Marion Jr., livret de George Abbott et George Marion Jr.
- 1942-1943 : By Jupiter (en), musique de Richard Rodgers, lyrics de Lorenz Hart, livret de Rodgers et Hart, direction musicale de Johnny Green, arrangements de Clay Warnick et Johnny Green

## Récompenses
- Oscars :
  - 21e Cérémonie des Oscars 1948 : Oscar de la meilleure adaptation musicale, partagé avec Roger Edens, pour Parade de printemps (Easter Parade) ;
  - 24e Cérémonie des Oscars 1951 : Oscar de la meilleure adaptation musicale, partagé avec Saul Chaplin, pour Un Américain à Paris (An American in Paris) ;
  - 26e Cérémonie des Oscars 1953 : Oscar du meilleur court métrage en prises de vues réelles, pour Overture to the Merry Wives of Windsor (le compositeur, également producteur non crédité, y dirige l'ouverture de l'opéra d'Otto Nicolai, Les Joyeuses Commères de Windsor — d'après la pièce éponyme de William Shakespeare —) ;
  - 34e Cérémonie des Oscars 1961 : Oscar de la meilleure adaptation musicale, partagé avec Irwin Kostal, Saul Chaplin et Sid Ramin, pour West Side Story ;
  - 41e Cérémonie des Oscars 1968 : Oscar de la meilleure adaptation musicale pour Oliver ! ;
- 7e Cérémonie des Golden Globe Awards 1949 : Golden Globe Award de la meilleure musique de film pour Vive monsieur le maire (The Inspector General) ;
- 4e Cérémonie des Grammy Awards 1961 : Grammy Award du meilleur enregistrement d'une bande originale de film, partagé avec Irwin Kostal, Saul Chaplin et Sid Ramin, pour West Side Story.